# كاليب ليون
كاليب ليون (بالإنجليزية: Caleb Lyon)‏ هو سياسي أمريكي، ولد في 7 ديسمبر 1822 في غريغ في الولايات المتحدة، وتوفي في 8 سبتمبر 1875 في الولايات المتحدة. حزبياً، نشط في الحزب الجمهوري.

## مناصب
- انتخب Governor of the Territory of Idaho ‏ (1 أغسطس 1864 – أبريل 1866).
- انتخب عضو جمعية ولاية نيويورك.
- انتخب عضو مجلس ولاية نيويورك.
- انتخب عضو مجلس النواب الأمريكي.